# 매홀중학교
매홀중학교(買忽中學校)는 대한민국 경기도 오산시 수청동에 있는 공립 중학교이다.

## 학교 연혁
- 1955년 4월 17일 : 오산여자중학교 3학급 설립인가
- 1956년 6월 14일 : 초대 윤만중 교장 취임
- 1958년 3월 3일 : 제1회 졸업(1학급 22명)
- 2005년 3월 1일 : 매홀중학교(買忽中學校)로 학교명 변경(남녀공학으로 전환)
- 2010년 3월 2일 : 신축 교사(校舍) (수청동 9-19번지)로 이전
- 2019년 7월 19일 : 46개 교실 증축 완료
- 2022년 3월 1일 : 제21대 홍성표 교장 취임
- 2024년 1월 5일 : 제67회졸업식(12학급 394명, 20,538명)
- 2024년 3월 4일 : 2024학년도 1학년 신입생(12학급 419명)

## 참고 자료
- 매홀중학교 - 한국교육학술정보원 학교알리미